# Mexique aux Jeux olympiques d'été de 2016
Le Mexique participe aux Jeux olympiques d'été de 2016 à Rio de Janeiro au Brésil du 5 au 21 août. Il s'agit de sa 23e participation à des Jeux d'été.

## Athlétisme

### Homme

#### Course
| Athlètes            | Compétitions | Série   | Série | Demi-Finales | Demi-Finales | Finale          | Finale  |
| Athlètes            | Compétitions | Temps   | Rang  | Temps        | Rang         | Temps           | Rang    |
| ------------------- | ------------ | ------- | ----- | ------------ | ------------ | --------------- | ------- |
| José Carlos Herrera | 200 mètres   | 20 s 29 | 1er   | 20 s 48      | 8e           | Éliminé         | Éliminé |
| Daniel Vargas       | Marathon     | NC      | NC    | NC           | NC           | 2 h 18 min 51 s | 54e     |
| Ricardo Ramos       | Marathon     | NC      | NC    | NC           | NC           | 2 h 30 min 20 s | 120e    |
| Ever Palma          | 20 km marche | NC      | NC    | NC           | NC           | 1 h 21 min 24 s | 14e     |
| Pedro Gomez         | 20 km marche | NC      | NC    | NC           | NC           | 1 h 22 min 22 s | 23e     |
| Julio César Salazar | 20 km marche | NC      | NC    | NC           | NC           | 1 h 27 min 38 s | 52e     |
| Horacio Nava        | 50 km marche | NC      | NC    | NC           | NC           | 3 h 50 min 53 s | 13e     |
| Omar Zepeda         | 50 km marche | NC      | NC    | NC           | NC           | 3 h 51 min 35 s | 16e     |
| José Leyver Ojeda   | 50 km marche | NC      | NC    | NC           | NC           | 3 h 56 min 07 s | 25e     |

#### Concours
| Athlètes        | Compétitions      | Série    | Série | Finale   | Finale  |
| Athlètes        | Compétitions      | Résultat | Rang  | Résultat | Rang    |
| --------------- | ----------------- | -------- | ----- | -------- | ------- |
| Edgar Rivera    | Saut en hauteur   | 2,17 m   | 35e   | Éliminé  | Éliminé |
| Alberto Álvarez | Triple saut       | 16,67 m  | 10e   | 16,56 m  | 9e      |
| Diego del Real  | Lancer du marteau | 75,19 m  | 5e    | 76,05 m  | 4e      |

### Femme

#### Course
| Athlètes                 | Compétitions  | Série | Série | Demi-Finales | Demi-Finales | Finale          | Finale            |
| Athlètes                 | Compétitions  | Temps | Rang  | Temps        | Rang         | Temps           | Rang              |
| ------------------------ | ------------- | ----- | ----- | ------------ | ------------ | --------------- | ----------------- |
| Brenda Flores            | 10 000 mètres | NC    | NC    | NC           | NC           | 32 min 39 s 08  | 32e               |
| Marisol Romero           | 10 000 mètres | NC    | NC    | NC           | NC           | 35 min 33 s 03  | 35e               |
| Madai Perez              | Marathon      | NC    | NC    | NC           | NC           | 2 h 34 min 42 s | 32e               |
| Margarita Hernandez      | Marathon      | NC    | NC    | NC           | NC           | 2 h 38 min 15 s | 48e               |
| María Guadalupe González | 20 km marche  | NC    | NC    | NC           | NC           | 1 h 28 min 37 s | Médaille d'argent |
| Maria Guadalupe Sanchez  | 20 km marche  | NC    | NC    | NC           | NC           | 1 h 33 min 44 s | 23e               |
| Alejandra Ortega         | 20 km marche  | NC    | NC    | NC           | NC           | 1 h 37 min 33 s | 41e               |

## Aviron
Légende: FA = finale A (médaille) ; FB = finale B (pas de médaille) ; FC = finale C (pas de médaille) ; FD = finale D (pas de médaille) ; FE = finale E (pas de médaille) ; FF = finale F (pas de médaille) ; SA/B = demi-finales A/B ; SC/D = demi-finales C/D ; SE/F = demi-finales E/F ; QF = quarts de finale; R= repêchage
| Athlète             | Compétition | Séries        | Séries | Repêchage | Repêchage | Quarts de finale | Quarts de finale | Demi-finales  | Demi-finales | Finale        | Finale |
| Athlète             | Compétition | Temps         | Rang   | Temps     | Rang      | Temps            | Rang             | Temps         | Rang         | Temps         | Rang   |
| ------------------- | ----------- | ------------- | ------ | --------- | --------- | ---------------- | ---------------- | ------------- | ------------ | ------------- | ------ |
| Juan Carlos Cabrera | Skiff       | 7 min 08 s 27 | 2 QF   | exempt    | exempt    | 6 min 50 s 04    | 2 SA/B           | 7 min 03 s 68 | 4 FB         | 6 min 50 s 02 | 8      |
| Kenia Lechuga       | Skiff       | 8 min 11 s 44 | 1 QF   | exempt    | exempt    | 7 min 44 s 11    | 3 SA/B           | 8 min 14 s 76 | 6 FB         | 7 min 40 s 39 | 12     |

## Badminton
| Athlète    | Compétition   | Phase de groupes                  | Phase de groupes              | Phase de groupes | Phase de groupes | 1/8 de finale    | Quarts de finale | Demi-finales     | Finale           | Finale  |
| Athlète    | Compétition   | Adversaire Score                  | Adversaire Score              | Adversaire Score | Rang             | Adversaire Score | Adversaire Score | Adversaire Score | Adversaire Score | Rang    |
| ---------- | ------------- | --------------------------------- | ----------------------------- | ---------------- | ---------------- | ---------------- | ---------------- | ---------------- | ---------------- | ------- |
| Lino Muñoz | Simple hommes | battu par Hurskainen 12-21, 11-21 | battu par Kidambi 6-21, 18-21 | NC               | 3e Gr. H         | Éliminé          | Éliminé          | Éliminé          | Éliminé          | Éliminé |

## Cyclisme

### Cyclisme sur route
| Athlète            | Compétition            | Temps       | Rang |
| ------------------ | ---------------------- | ----------- | ---- |
| Luis Lemus         | Course en ligne hommes | non terminé | NC   |
| Carolina Rodríguez | Course en ligne femmes | non terminé | NC   |

### Cyclisme sur piste
Omnium
| Athlète       | Compétition   | Scratch | Poursuite | Poursuite | Élimination | Contre-la-montre | Contre-la-montre | Tour lancé | Tour lancé | Course aux points | Course aux points | Total | Rang |
| Athlète       | Compétition   | Rang    | Temps     | Rang      | Rang        | Temps            | Rang             | Temps      | Rang       | Points            | Rang              | Total | Rang |
| ------------- | ------------- | ------- | --------- | --------- | ----------- | ---------------- | ---------------- | ---------- | ---------- | ----------------- | ----------------- | ----- | ---- |
| Ignacio Prado | Omnium hommes |         |           |           |             |                  |                  |            |            |                   |                   |       |      |

### VTT
| Athlète           | Compétition              | Temps | Rang |
| ----------------- | ------------------------ | ----- | ---- |
| Daniela Campuzano | Cross-country VTT femmes |       |      |

## Football

### Tournoi masculin
L'équipe du Mexique olympique de football gagne sa place pour les Jeux lors du tournoi pré-olympique de la CONCACAF.

## Tir à l'arc
| Athlète                                        | Compétition       | Tour préliminaire | Tour préliminaire | 1er tour                         | 2e tour                       | 3e tour                          | Quarts de finale      | Demi-finales                | Match pour la médaille de bronze | Match pour la médaille de bronze | Finale           | Finale |
| Athlète                                        | Compétition       | Score             | Rang              | Adversaire Score                 | Adversaire Score              | Adversaire Score                 | Adversaire Score      | Adversaire Score            | Adversaire Score                 | Rang                             | Adversaire Score | Rang   |
| ---------------------------------------------- | ----------------- | ----------------- | ----------------- | -------------------------------- | ----------------------------- | -------------------------------- | --------------------- | --------------------------- | -------------------------------- | -------------------------------- | ---------------- | ------ |
| Ernesto Boardman                               | Individuel hommes | 662               | 28e               | Battu par Adrián Puentes 4 - 6   | non qualifié                  | non qualifié                     | non qualifié          | non qualifié                | non qualifié                     | non qualifié                     | non qualifié     | 34e    |
| Alejandra Valencia                             | Individuel femmes | 651               | 8e                | Bat Yulia Lobzhenidze 6 - 4      | Bat Yasemin Ecem Anagöz 5 - 5 | Bat Bombayla Devi Laishram 6 - 2 | Bat Choi Mi-sun 6 - 2 | Battue par Lisa Unruh 2 - 6 | Battue par Ki Bo-bae 4 - 6       | 4e                               | -                | 4e     |
| Gabriela Bayardo                               | Individuel femmes | 648               | 12e               | Bat Shamoli Ray '6 - '2          | Battue par Lisa Unruh 4 - 6   | non qualifiée                    | non qualifiée         | non qualifiée               | non qualifiée                    | non qualifiée                    | non qualifiée    | 18e    |
| Aída Román                                     | Individuel femmes | 623               | 38e               | Battue par Alexandra Mirca 4 - 6 | non qualifiée                 | non qualifiée                    | non qualifiée         | non qualifiée               | non qualifiée                    | non qualifiée                    | non qualifiée    | 59e    |
| Alejandra Valencia Gabriela Bayardo Aída Román | Par équipes       | 1922              | 5e                | Bat Géorgie 6 - 0                | Bat Taipei 4 - 5              | non qualifiée                    | non qualifiée         | non qualifiée               | non qualifiée                    | non qualifiée                    | non qualifiée    | 5e     |